# Natação artística no Campeonato Mundial de Esportes Aquáticos de 2022 - Rotina livre dueto
A prova da rotina livre dueto é um dos eventos da natação artística do Campeonato Mundial de Esportes Aquáticos de 2022 foi realizada entre os dias 21 a 23 de junho, em Budapeste, na Hungria.

## Medalhistas
| Ouro                             | Prata                                             | Bronze                                                   |
| China · Wang Liuyi · Wang Qianyi | Ucrânia · Maryna Aleksiiva · Vladyslava Aleksiiva | Áustria · Anna-Maria Alexandri · Eirini-Marina Alexandri |

## Cronograma
Todos os horários são locais (UTC+2). 
| Data        | Hora  | Evento        |
| ----------- | ----- | ------------- |
| 21 de junho | 09:00 | Eliminatórias |
| 23 de junho | 16:00 | Final         |

## Resultados
| Pos.              | Nacionalidade  | Nadadoras                                    | Eliminatória | Eliminatória | Final   | Final |
| Pos.              | Nacionalidade  | Nadadoras                                    | Pontos       | Pos.         | Pontos  | Pos.  |
| ----------------- | -------------- | -------------------------------------------- | ------------ | ------------ | ------- | ----- |
| Medalha de ouro   | China          | Wang Liuyi Wang Qianyi                       | 94.5667      | 1            | 95.5667 | 1     |
| Medalha de prata  | Ucrânia        | Maryna Aleksiiva Vladyslava Aleksiiva        | 94.0000      | 2            | 94.1667 | 2     |
| Medalha de bronze | Áustria        | Anna-Maria Alexandri Eirini-Marina Alexandri | 92.0667      | 3            | 92.8000 | 3     |
| 4                 | Itália         | Linda Cerruti Costanza Ferro                 | 90.5333      | 4            | 91.3333 | 4     |
| 5                 | Espanha        | Alisa Ozhogina Iris Tió                      | 89.9667      | 5            | 90.6667 | 5     |
| 6                 | Grécia         | Sofia Malkogeorgou Evangelia Platanioti      | 89.3667      | 6            | 89.7000 | 6     |
| 7                 | México         | Nuria Diosdado Joana Jiménez                 | 87.5333      | 7            | 88.0333 | 7     |
| 8                 | Países Baixos  | Bregje de Brouwer Marloes Steenbeek          | 86.8000      | 8            | 87.4667 | 8     |
| 9                 | Estados Unidos | Megumi Field Natalia Vega                    | 86.6667      | 9            | 87.0000 | 9     |
| 10                | Israel         | Eden Blecher Shelly Bobritsky                | 85.6000      | 10           | 85.6000 | 10    |
| 11                | Reino Unido    | Kate Shortman Isabelle Thorpe                | 84.9000      | 11           | 84.8667 | 11    |
| 12                | Alemanha       | Marlene Bojer Michelle Zimmer                | 82.8000      | 12           | 82.9333 | 12    |
| 13                | Suíça          | Ilona Fahrni Babou Schupbach                 | 81.4000      | 13           |         |       |
| 14                | Uzbequistão    | Diana Onkes Ziyodakhon Toshkhujaeva          | 81.3333      | 14           |         |       |
| 15                | Coreia do Sul  | Hur Yoon-seo Lee Ri-young                    | 80.9000      | 15           |         |       |
| 16                | Portugal       | Maria Gonçalves Cheila Vieira                | 79.3333      | 16           |         |       |
| 17                | San Marino     | Jasmine Verbena Jasmine Zonzini              | 79.1333      | 17           |         |       |
| 18                | Brasil         | Laura Miccuci Anna Veloso                    | 78.8667      | 18           |         |       |
| 19                | Chéquia        | Karolína Klusková Aneta Mrázková             | 77.0667      | 19           |         |       |
| 20                | Sérvia         | Sofija Džipković Jelena Kontić               | 76.5667      | 20           |         |       |
| 21                | Egito          | Farida Abdelbary Hana Hiekal                 | 76.1333      | 21           |         |       |
| 22                | Colômbia       | Melisa Ceballos Estefania Roa                | 75.5333      | 22           |         |       |
| 23                | Croácia        | Antonija Huljev Klara Šilobodec              | 74.1000      | 23           |         |       |
| 24                | Argentina      | Luisina Caussi Camila Pineda                 | 74.0667      | 24           |         |       |
| 25                | Suécia         | Anna Hogdal Clara Ternström                  | 73.0667      | 25           |         |       |
| 26                | Austrália      | Pam Kurosawa Zoe Poulis                      | 70.8667      | 26           |         |       |
| 27                | Turquia        | Selin Telci Ece Üngör                        | 70.2333      | 27           |         |       |
| 28                | Tailândia      | Pongpimporn Pongsuwan Supitchaya Songpan     | 69.0000      | 28           |         |       |
| 29                | Cuba           | Gabriela Alpajon Stephany Urbina             | 68.5333      | 29           |         |       |
| 30                | Aruba          | Maria Salazar Melanie Tromp                  | 67.6667      | 30           |         |       |
| 31                | Costa Rica     | Andrea Maroto Raquel Zúñiga                  | 66.4000      | 31           |         |       |
| 32                | África do Sul  | Skye MacDonald Xera Vegter                   | 65.2333      | 32           |         |       |
| 33                | Malta          | Thea Blake Ana Culic                         | 65.2000      | 33           |         |       |
| –                 | Nova Zelândia  | Eva Morris Eden Worsley                      | DNS          | DNS          | DNS     | DNS   |
| –                 | Singapura      | Debbie Soh Miya Yong                         | DNS          | DNS          | DNS     | DNS   |